# MAN WITH A "BEST" MISSION
『MAN WITH A "BEST" MISSION』（マン・ウィズ・ア・ベスト・ミッション）は、MAN WITH A MISSIONの2作目のベスト・アルバム。2020年7月15日にSony Music Records（Sony Music Labels）から発売された。

## 概要
- 前作『5 Years 5 Wolves 5 Souls』から約5年6ヶ月振りのリリース[注 1]。
- CDは初回生産限定盤、通常盤の2形態で発売。
- MAN WITH A MISSION結成10周年記念アルバム第3弾。
- 過去10年間に発表した作品のうち、前作ベストアルバム『5 Years 5 Wolves 5 Souls』以後に発売されたシングル表題曲やカップリング、アルバム収録曲を中心にメンバー自身が選曲した楽曲を収録し、更に、本作の発売2週間前に発売の12thシングル『Change the World』の収録曲である「Change the World」と「Rock Kingdom」も収録されている[1]。
- iTunes Store等の各配信サイトでのデジタル配信のみ、「Dark Crow」「Find You」「Out of Control」の3曲を追加収録している[2]。
- 初回生産限定盤の特典DVDには、自身のライブツアー『Chasing the Horizon World Tour 2018/2019 ~Japan Extra Shows~』の2019年5月22日の横浜アリーナ公演の模様を収録。

## 収録曲

### CD
※はデジタル配信のみ収録
1. Change the World
作詞・作曲：Jean-Ken Johnny / 編曲：MAN WITH A MISSION, 中野雅之
  - 12thシングル
  - 2020 NHKサッカーテーマソング
2. Rock Kingdom feat.布袋寅泰
作詞：Kamikaze Boy, Jean-Ken Johnny / 作曲：Kamikaze Boy / 編曲：MAN WITH A MISSION, 布袋寅泰, 中野雅之
  - 12thシングルカップリング
  - フィーチャリングギタリストとして布袋寅泰が参加している。
3. Remember Me [4:51]
作詞：Kamikaze Boy, Jean-Ken Johnny / 作曲：Kamikaze Boy / 編曲：MAN WITH A MISSION, 大島こうすけ
  - 10thシングル
  - フジテレビ系月9ドラマ『ラジエーションハウス〜放射線科の診断レポート〜』主題歌
4. Raise your flag [4:07]
作詞：Kamikaze Boy, Jean-Ken Johnny / 作曲：Kamikaze Boy / 編曲：MAN WITH A MISSION, 大島こうすけ / ストリングスアレンジ：大島こうすけ, 池田大介
  - 5thシングル
  - MBS・TBS系アニメ『機動戦士ガンダム 鉄血のオルフェンズ』第1クールオープニングテーマ
5. Take Me Under [4:25]
作詞・作曲：Jean-Ken Johnny / 編曲：MAN WITH A MISSION, 中野雅之
  - 9thシングルの1曲目
  - 映画『いぬやしき』主題歌
6. Memories [4:40]
作詞：Kamikaze Boy, Jean-Ken Johnny / 作曲：Kamikaze Boy / 編曲：MAN WITH A MISSION, 大島こうすけ
  - 6thシングル
  - JR東日本「JR SKISKI」2015年度CMソング
7. Get Off of My Way [3:41]
作詞・作曲：Jean-Ken Johnny
  - 2ndアルバム『MASH UP THE WORLD』収録曲
  - 清涼飲料水『ゲロルシュタイナー』ミュージックプロジェクト「GEROCK」第一弾楽曲
8. higher [4:11]
作詞・作曲：Jean-Ken Johnny / 編曲：MAN WITH A MISSION, akkin
  - 3rdアルバム『Tales of Purefly』収録曲
  - ゲーム『ワールドサッカー ウイニングイレブン 2014 蒼き侍の挑戦』収録曲
9. FLY AGAIN 2019 [4:22]
作詞：Kamikaze Boy, Jean-Ken Johnny / 作曲：Kamikaze Boy / 編曲：MAN WITH A MISSION, 中野雅之
  - 10thシングルカップリング
  - インディーズシングルカップリングの新録バージョン
  - ラグビー国際大会「スーパーラグビー」日本チーム・ヒト・コミュニケーションズサンウルブズ2019シーズン公式テーマソング
10. Dive [4:26]
作詞・作曲：Jean-Ken Johnny / 編曲：MAN WITH A MISSION, Don Gilmore, 大島こうすけ
  - 4thシングルカップリング
  - 映画『新宿スワン』主題歌
11. Emotions [4:43]
作詞：Kamikaze Boy, Jean-Ken Johnny / 作曲：Kamikaze Boy
  - 2ndシングル
  - 映画『HK 変態仮面』主題歌
12. Hey Now [5:32]
作詞：Jean-Ken Johnny / 作曲：Jean-Ken Johnny, DJ Santa Monica / 編曲：MAN WITH A MISSION, 中野雅之
  - 配信限定2ndシングル
  - ソニー「ハイレゾ級ワイヤレス」CMソング
13. database feat. TAKUMA (10-FEET) [3:58]
作詞：Kamikaze Boy, Jean-Ken Johnny, TAKUMA / 作曲：Kamikaze Boy
  - 3rdシングル
  - NHKEテレアニメ『ログ・ホライズン』オープニングテーマ
  - フィーチャリングボーカリストとして10-FEETのTAKUMAが参加している。
14. Dead End in Tokyo [3:41]
作詞・作曲：Kamikaze Boy, Jean-Ken Johnny, Patrick Stump / 編曲：MAN WITH A MISSION
  - 7thシングル
  - 映画『新宿スワンII』主題歌
15. Take What U Want [3:30]
作詞・作曲：Jean-Ken Johnny
  - 2ndシングルカップリング
16. Seven Deadly Sins [3:24]
作詞：Kamikaze Boy, Jean-Ken Johnny / 作曲：Kamikaze Boy / 編曲：MAN WITH A MISSION, Don Gilmore, 大島こうすけ
  - 4thシングル
  - MBS・TBS系アニメ『七つの大罪』第2クールオープニングテーマ
17. My Hero [4:23]
作詞：Kamikaze Boy, Jean-Ken Johnny / 作曲：Kamikaze Boy / 編曲：MAN WITH A MISSION, 大島こうすけ
  - 8thシングルの1曲目
  - フジテレビ系アニメ・ノイタミナ枠『いぬやしき』オープニングテーマ
18. Dark Crow [4:38] ※
作詞：Kamikaze Boy、Jean-Ken Johnny　作曲：Kamikaze Boy　編曲：MAN WITH A MISSION、大島こうすけ
  - 11thシングル
  - NHK総合アニメ『ヴィンランド・サガ』オープニング・テーマ
19. Find You [5:01] ※
作詞・作曲：Jean-Ken Johnny / 編曲：MAN WITH A MISSION
  - 8thシングルの2曲目
  - 映画『覆面系ノイズ』エンディングテーマ
20. Out of Control / MAN WITH A MISSION×Zeberahead [3:19] ※
作詞・作曲：MAN WITH A MISSION×Zebrahead
  - ZebraheadとのスプリットEP表題曲
  - MAN WITH A MISSION×Zebrahead名義
  - 映画『マッドマックス 怒りのデス・ロード』日本版エンディングソング

### 初回生産限定盤DVD
2019.05.22 @横浜アリーナ『Chasing the Horizon World Tour 2018/2019 ~Japan Extra Shows~』
| #  | タイトル                | 作詞 | 作曲・編曲 |
| -- | ----------------------- | ---- | ---------- |
| 1. | 「Take Me Under」       |      |            |
| 2. | 「database」            |      |            |
| 3. | 「Dog Days」            |      |            |
| 4. | 「DON'T LOSE YOURSELF」 |      |            |
| 5. | 「Left Alive」          |      |            |
| 6. | 「Remember Me」         |      |            |
| 7. | 「FLY AGAIN 2019」      |      |            |